# Бакъшлар
Бакъшлар (на турски: Bakışlar) е село в Източна Тракия, Турция, Вилает Одрин. Околия Хавса.

## География
Селото се намира на 13 км южно от Хавса.

## История
В XIX век Бакъшлар е село в Хавсенска кааза в Одринския вилает на Османската империя. Според „Етнография на вилаетите Адрианопол, Монастир и Салоника“, издадена в Константинопол в 1878 година и отразяваща статистиката на населението от 1873 година, Бакъшлар (Bakislar) има 50 домакинства и 89 жители татари, и 89 жители черкези.